# Roberto Ravaglia
Roberto Ravaglia (ur. 26 maja 1957 roku w Wenecji) – były włoski kierowca wyścigowy, jeden z najbardziej utytułowanych zawodników w klasie samochodów turystycznych.
Rozpoczął karierę w Formule 3, jednak w 1984 roku zdecydował się na starty w klasie samochodów turystycznych. Dwa lata później odniósł pierwszy poważny sukces, wygrywając w barwach BMW mistrzostwa European Touring Car Championship. Powtórzył ten wyczyn w następnym sezonie - 1987 - gdy cykl, do którego zaliczano m.in. prestiżowe Grand Prix Makau, jednorazowo nosił nazwę World Touring Car Championship. W 1988 roku po raz drugi triumfował w ETCC; w ostatniej edycji mistrzostw (kolejną rozegrano dopiero dwanaście lat później).
Po likwidacji ETCC w 1989 roku przeszedł do DTM, gdzie w pierwszym sezonie od razu zdobył tytuł mistrzowski (w barwach BMW). W następnym sezonie powrócił do Włoch i wystartował w tamtejszych wyścigach samochodów turystycznych. Zdobył w tej serii trzy tytuły mistrzowskie (1990, 1991, 1993).
W 1994 roku startował w wybranych rundach British Touring Car Championship, gdzie nie odniósł jednak żadnych sukcesów. W końcowym okresie kariery startował w wyścigach długodystansowych FIA GT. Zakończył czynną karierę w 1997 roku.
Obecnie jest szefem zespołu BMW Team Italia/Spain w reaktywowanych w 2005 roku World Touring Car Championship.